# Ik ga naar Tahiti
Ik ga naar Tahiti is een Nederlandse film uit 1992. De film werd gemaakt na ingewonnen achtergrondinformatie van Dick Willemsen, die samen met Ger Beukenkamp een scenario erover schreef.
De film won een Prix Italia voor beste televisiedrama, en werd genomineerd voor een Gouden Kalf. Het scenario werd in 1997 bekroond met de Lira Scenarioprijs.

## Verhaal
De film vertelt het verhaal van de laatste dagen van Hendrik Werkman, die in het Groningse verzet ervoor zorgt dat er illegaal drukwerk verspreid wordt. Hij dreigt ontdekt te worden en maakt plannen om te vluchten naar het buitenland (Tahiti). Hij lijkt te ontkomen maar vlak voor de bevrijding in 1945 wordt hij ontmaskerd door NSB'er Schaap die hem in het bos liquideert.

## Rolverdeling
| Acteur             | Personage       |
| ------------------ | --------------- |
| Hans Dagelet       | Hendrik Werkman |
| Peter Tuinman      | Schaap          |
| Ids van der Krieke | Capelle         |
| Els Ingeborg Smits | Greet           |
| Barbara Pouwels    | Dina            |
| Peer Mascini       | Sandberg        |